# Mezquita de Mangalia

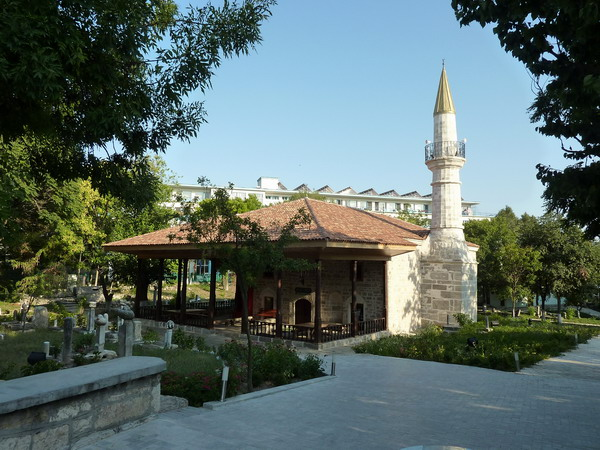
La mezquita.

La Mezquita de Mangalia ("Sultán Esmahan") es la más antigua de Rumania, siendo construida en 1575 para Esmahan, la hija del sultán otomano Selim II. Emplazada en Mangalia, Constanţa, sirve a una comunidad de 800  familias musulmanas, la mayoría de ellas de etnia turca y tártara . Fue restaurada en la década de 1990 e incluye un cementerio con lápidas de 300 años de antigüedad.

## Historia
La Mezquita de Mangalia fue construida en 1575 por Esmehan, la hija del sultán Otoman Selim II y esposa del Gran Visir Sokollu Mehmed Pasha.
Fue renovada en los años 1990 e incluye un cementerio con lápidas de 300 años de antigüedad.